# Kathedrale von Santarém (Portugal)

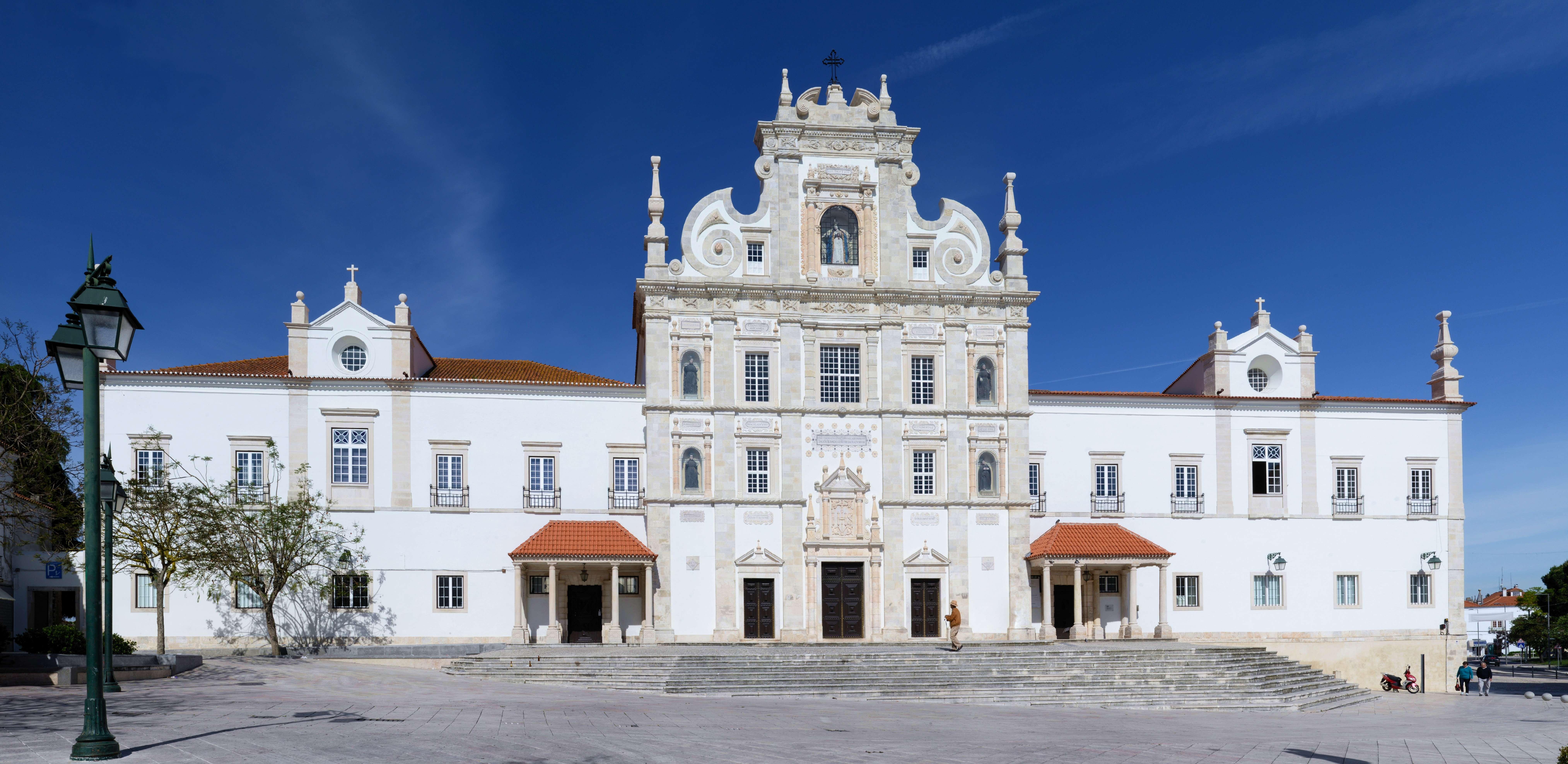
Kathedrale von Santarém

Die der Gottesmutter Maria geweihte Kathedrale von Santarém (portugiesisch Igreja de Nossa Senhora da Conceição) ist die Bischofskirche des römisch-katholischen Bistums Santarém in der Stadt Santarém in der Mitte Portugals.

## Lage

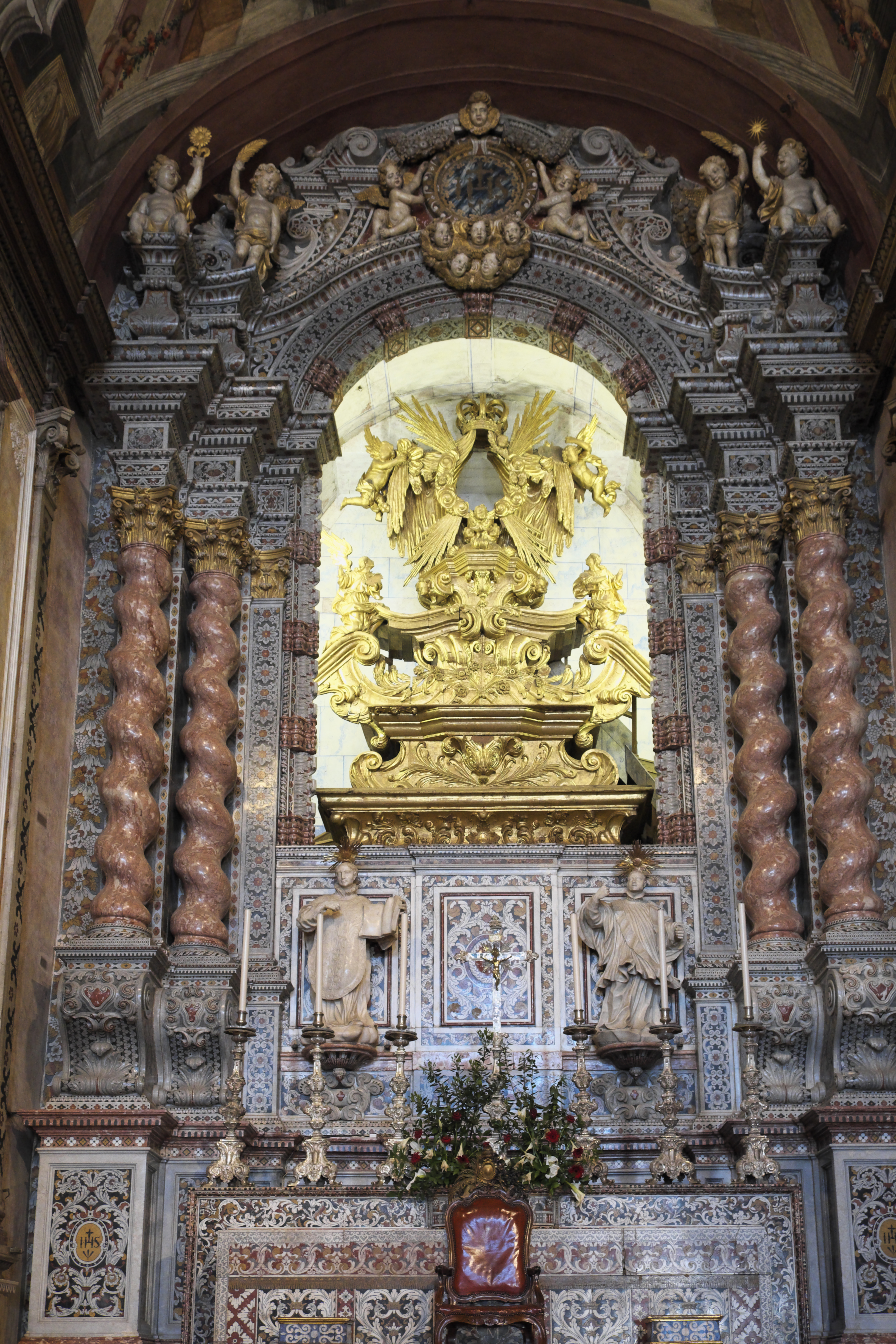
Altarretabel

Die Kathedrale liegt nahe beim Altstadtzentrum von Santarém gut 1 km westlich des Flusses Tajo in einer Höhe von ca. 50 m.

## Geschichte
Der im letzten Viertel des 17. Jahrhunderts erbaute ehemalige Jesuitenkonvent wurde nach der Aufhebung des Jesuitenordens in Portugal in den 1750er Jahren in Staatseigentum überführt. Unter Papst Pius VII. wurde der Orden jedoch im Jahr 1814 durch die Bulle Sollicitudo omnium ecclesiarum wiederhergestellt; der ehemalige Jesuitenkonvent wurde als Priesterseminar genutzt. Im Rahmen der Neugründung des Bistums Santarém im Jahr 1975 durch die von Papst Paul VI. erlassene Apostolische Konstitution Apostolicae Sedis consuetudinem wurde die Kirche in den Rang einer Kathedrale erhoben.

## Architektur
Obwohl die drei Portale der – mit Ausnahme des Giebels – in einem strengen und geradlinigen Barockstil (siehe Klassizistischer Barock) gestalteten Fassade eine Dreischiffigkeit suggerieren, ist das Kircheninnere nur einschiffig. Das von einer stuckierten und bemalten Flachdecke überspannte Kirchenschiff wird jedoch von zahlreichen üppig gestalteten Seitenaltären flankiert und endet in einem Altarretabel mit gedrehten Salomonischen Säulen.